# Weitersfelden
Weitersfelden je městys v rakouské spolkové zemi Horní Rakousy, v okrese Freistadt.

## Vývoj počtu obyvatel
V roce 2012 zde žilo 1 064 obyvatel.